# عبد الحليم الغزي
عَبْدُ الحَلِيم الغِزِّي (1964- ) هو رجل دين وباحث إسلامي شيعي عراقي ولد في قضاء الشطرة في محافظة ذي قار عام 1964م. كُنيَتُهُ «أَبو هُدى»، ولهُ قناة فضائية دينية تُسمّى «قناة القمر الفضائية»، وهو يقوم بنشر روايات أهل البيت ونقد بعض العُلماء والوعاظ الشيعة ومراجعهم في العراق.

## حياته
ولد في قضاء الشطرة عام 1964م، اعتقل عام 1979م وأفرج عنه بعد أيام فهاجر إلى الكويت ومنها إلى سوريا ثم إيران مع بعض الدعاة من منطقته والتحق بمعكسر قوات الشهيد الصدر في الأهواز ليعمل خياطاً في المعسكر، وأثناء وجوده في الكويت حضر دروس الشيخ محمد علي اليعقوبي الحلي واستمرت علاقته به بعد سفره إلى إيران.
ترك معسكر الأهواز مع غيره بعد سيطرة المجلس الأعلى على المعسكر، وفي قم بدأ مباشرة دروس الحوزة العلمية، وخلال تلك الفترة الزمنية القصيرة ترك حزب الدعوة وارتبط بالشيخ محمد علي اليعقوبي الحلي ليأخذ من أفكاره.
وبدأ بالنقد الحادّ لحزب الدعوة وبقية الحركات الإسلامية وفتح مكتباً له في مركز مدينة قم زقاق عشق علي، وبدأ يلقي محاضراته، فتجمع حول الشيخ الغزي العشرات من الشباب.
وعندما ازداد نشاطه وبدأ يشكل خطورة مع تزايد نشاط الحجتية في إيران اعتقلته السلطاتُ الإيرانية، وبعد أن أطلق سراحه استقر به الحال في أوروبا ثم في بريطانيا. ثم ظهر من خلال قناة فضائية تسمى (المودة) وبعدها لقناتهِ (القمر الفضائية) ليستمر نشاطه في نقد بعض علماء الشيعة ومراجعهم.

## مؤلفاتهُ
ألف كتباً عديدة في الفقه الإسلامي والديني ومن بينها:
- كتاب (الشهادة الثالثة المقدسة) معدن الإسلام الكامل وجوهر الإيمان الحق.
- كتاب فتن في عصر الظهور الشريف، طُبعَ سنة 1415 الهجرية.[2]
- كتاب مناجاة وشكوى عند وصيد باب سيدة الدنيا والآخرة (صلوات الله عليها).
- من وهج العشق الحسيني.[3]

وغير ذلك الكثير، وكتابه (الشهادة الثالثة المقدسة) يحتوي على أربعين حديثاً لإثبات وجوب الشهادة الثالثة المقدسة وهي (أشهدُ أنَّ عليًّا أميرُ المؤمنين) أو (أشهدُ أنَّ عليًّا وليُّ اللّٰه) والتي يعتبرها بعض الوعاظ الشيعة «غير إلزامية» أو «غير واجبة بل مستحبة».
ولكن الغزي رأى وجوب هذه الشهادة واعتبرها جزءً من الأذان والإقامة بل ومن الإسلام أيضاً.
- الدين العلماني، قراءة في نظرية القبض والبسط لعبد الكريم سروت.[5]

## قصيدة إِنِّي خَيَّرتُكِ فاختارِي
عام 2020 وعندما كان الغزّي يُقدّم برنامجاً على قناتهِ «القمر» قرأَ قصيدةً أدبيةً من الشعر الحر قال فيها:
| عبد الحليم الغزي | أُخاطبُ نفسي وأُناجيها: إنِّي حيَّرتُك فاحتاري... ما بين عليِّ الأعلى أو بينَ عليِّ الكرَّارِ.. إنَّي خيَّرتُكِ فاختاري... ما بين عليٍّ وعليٍ وعليٍّ وعليٍ وعليٍّ وعليِّ وعليٍّ حتَّى تَخْمُدَ أَوْتَارِي... فعليٌّ قبل الأشياءِ... وعليٌّ بعد الأشياءِ... وعليٌّ فوق الأشياءِ... عينٌ لامٌ ياءٌ في كُلِّ الأقطارِ... فعليٌّ فِي الأفقِ الأعلى... وعليٌّ في الأُفقِ الأدنى... وعليٌّ في السَّاكِنِ والجارِ... إنِّي خَيَّرتُكِ فاختاري... ما بَيْنَ الجنَّةِ والنَّارِ... نارِ العشقِ؛ عشقِ عليٍّ سرِّ الأسرارِ... أو نشوةِ جنَّاتٍ من ألطافِ عليٍّ نور الأنوارِ... إنِّي خيَّرتُكِ فاختاري... ما بَيْنَ غديرٍ يسمو يسمو يسمو يسمو في أنقى الأفكارِ... أو بَيْنَ حمارٍ يحملُ أسفاراً لا يدري ماذا في الأسفارِ... إنِّي خَيَّرتُكِ فاختاري... ما بَيْنَ العَيشِ والموتِ على حقٍّ في جنبِ عليٍّ والأطهارِ... أو في خدمةِ أصنامٍ تافهةٍ تهزأُ بالأخبارِ... بالأخبارِ العلويَّةِ والأقوالِ الزهرائيَّة... ما عن باقرهم أو عن صادقهم في كُلِّ الآثارِ... إنِّي خَيَّرتُكِ فاختاري... ما بينَ الجنَّةِ والنَّارِ... إنِّي خَيَّرتُكِ فاختاري... | عبد الحليم الغزي |

## تهديدهُ بالقتل
تلقّى عبد الحليم الغزي تهديدات عدّة بسبب انتقاده للوعاظ في النجف الأشرف على وجه الخصوص والوعاظ الشيعة على وجه العموم.